# Parc Walt Disney Studios
Walt Disney Studios és el segon dels parcs temàtics després de Disneyland Park que es troba a dins del complex turístic Disneyland Paris.
La tematització del parc, és semblant al de Disney's Hollywood Studios (Orlando), que representa un estudi de cinema, amb atraccions dedicades a aquest àmbit i amb vàries botigues i restaurants. Walt Disney Studios compta també amb zones tematitzades en pel·lícules com Ratatouile, Toy Story i amb l'univers Marvel.

## Pla d'expansió
Degut a la poca grandària que compta el parc, The Walt Disney Company va decidir invertir 2,5 bilions de dollars per duplicar la superfície del parc.
Com es va anunciar en l'anterior D23 expo, el parc comptarà amb:
Una zona tematitzada amb l'univers de Marvel, anomenada Avengers Campus, també en construcció a Disney California Adventure a Disneyland Resort (Anaheim) i a Hong Kong Disneyland. Aquesta àrea, situada a l'antic backlot, aprofita les atraccions ja existents com rock and rolller coaster, per transformar-les en atraccions de la franquícia, així com restaurants i botigues. La previsió, és que l'àrea obri les seves portes durant el 2021, tot i que les dates es podrien alterar degut a la pandèmia
A part també comptarà amb Star Wars Galaxy's Edge, una àrea tematitzada en la reeixida saga de Star Wars. Aquesta zona, serà més petita que les ja existents a Disneyland (Anaheim) i Walt Disney World (Orlando), tot i que serà tota de nova construcció. Pel que fa les atraccions, la àrea només en comptarà amb una, però encara no s'ha especificat. La previsió és que la zona pugui obrir el 2025, tot i que les dates es podrien alterar degut a la pandèmia.
A més el parc també rebrà una zona tematitzada en la famosa pel·lícula de Frozen. L'àrea, recrearà el poble d'Arendelle amb una muntanya glaçada i un castell de gel, on els visitants podran conèixer els personatges de la pel·lícula. Frozen ever after serà l'atracció de la zona, on els passatgers s'embarcaran per descobrir la màgia de la pel·lícula. A part, l'àrea comptarà amb nombroses botigues així com de restaurants. La previsió, és que la zona pugui obrir les portes el 2023, tot i que es podrien alterar les dates degut a la pandèmia.
Totes aquestes àrees temàtiques estaran al voltant d'un gran llac circular on se celebrarà els espectacles nocturns. Serà aquí on començarà una llarga avinguda cap a l'entrada del parc.
A part, també s'espera que l'antiga atracció Tram Tour reobri amb una nova tematització: la pel·lícula de The Walt Disney Company-Pixar Cars. A més, una altra atracció està en construcció a la zona de Toy Story: Alien Swirling Saucers, una atracció basada en els famosos extraterrestres de la pel·lícula, que podem trobar al parc Disney's Hollywood Studios, a Walt Disney World (Orlando)

## Tematització
El parc està basat en el Disney's Hollywood Studios i en comparació amb el Disneyland Park és minúscul, ja que només té 27Ha front les 55Ha del primer cosa que el converteix en el més menut parc Disney del món. Es pensa que a més aquesta és la causa de la manca de visitants del parc.
El parc imita un estudi de cinema i té aproximadament la mateixa mesura que un veritable estudi i a més compta amb algunes atraccions, majoritàriament basades en el park de Walt Disney World.

## Història
Com a norma general els parcs Disney solen tindre un estudi d'animació adossat. En el cas europeu, no hi era adossat sinó que estava al costat de París, eren els Walt Disney Featuring Animation, successora de Brizzi Studios, una empresa que Disney adquirí al país gal.
Les primeres pel·lícules foren A goofy film i Runaway Brain de Mickey Mouse, a més contribuí amb les animación d'El geperut de Notre-Dame i Atlantis: L'Imperi Perdut i la producció de Firebird Suite per a Fantasia 2000. El 2004 es tancà junt amb els estudis de Florida i Japó a conseqüència del pla econòmic d'abaratiment de costos. El 1992 es rebutjà la idea de crear el Disney's Hollywood Studios Europe, amb el canvi econòmic es recuperà la idea de parc temàtic i el 2002 s'obrí el nou parc amb el nom de Walt Disney Studios.

## Àrees de producció
Cadascuna de les quatre àrees que formen el parc s'anomena àrea de producció. La idea és que el visitant se senta com un actor que arriba a un rodatge.

### Front Lot
L'entrada al recinte es planteja arquitectònicament a la manera de Los Ángeles amb la influència colonial espanyola. Les boutiques i els restaurants es col·loquen al voltant de la plaça des Frères Lumières, que té al bell mig una font d'aigua, imitant el moviment de Mickey Mouse a la pel·lícula fantasia.
Atraccions:
- Disney Studio 1
- Earfell Tower
- Frontlot Square

Restaurants:
- Restaurant en Coulisse

Botigues:
- Walt Disney Studio Store
- Legends of Hollywood
- Studio Photo
- Shutterbugs

### Toon Studio
La tematització transporta el visitant a les pel·lícules animades clàssiques de Disney i de Pixar, amb atraccions destinades als seus personatges.
Atraccions
- Art of Disney Animation
- Flying Carpets Over Agrabah
- Animagique
- Crush's Coaster
- Cars Quatre Roues Rallye
- Toy Soldiers Parachute Drop
- Slinky Dog Zigzag Spin
- RC Racer
- Alien Swirling Saucers (Propera obertura)
- Ratatouille: The Adventure

Restaurant:
- Bistro Chez Rémy

Botigues
- The Disney Animation Gallery

### Production Courtyard
Aquesta àrea representa un decorat a l'aire lliure, ambientat amb una de les avingudes de hollywood. A més, compta amb diverses sales de cine i teatre.
Atraccions
- CinéMagique
- Cars Route 66, (obertura 2021), antic Studio Tram Tour.
- Stitch Encounter
- Disney Junior Live on Stage!
- The Twilight Zone Tower of Terror

Restaurants
- Renstaurant des Stars

Botigues
- Tower Hotel Gifts

### Backlot
Àrea de l'estudi en el qual s'afegiran els efectes especials i l'acció a la pel·lícula. Actualment aquesta zona està en obres per donar pas a l'àrea tematitzada de Marvel, Avengers Campus.
Atraccions
- Moteurs... Action! Stunt Show Spectacular (tancat actualment)
- Rock 'n' Roller Coaster starring Aerosmith (tancat actualment degut a la tematització d'Iron man)
- Armageddon: Special Effects (tancat actualment degut a la tematització de Spider-man)
- Les Parapluies de Cherbourg (tancat actualment)

Restaurants
- Café des Cascadeurs (tancat actualment)
- Disney Blockbuster Café (tancat actualment)

Botigues
- Rock Around the Shop (tancat actualment)